# アンドレア・ラッツァーリ
アンドレア・ラッツァーリ（Andrea Lazzari, 1984年12月3日 - ）は、イタリア・ベルガモ出身のサッカー選手。AJファーノ1906所属。ポジションはミッドフィールダー。

## 経歴
名門ユースであるアタランタBC・プリマヴェーラ出身。しかしトップチームにはミケーレ・マルコリーニやクリスティアーノ・ドニ等がいたためレギュラーの座を掴めず、下部リーグへローンに出されセリエBのクラブで武者修行をしながら転々としていた。転機は2008-09シーズン、セリエAのカリアリ・カルチョに移籍するとアレッサンドロ・マトリなどと共に攻撃陣を牽引し、チームを9位に導く活躍で注目された。
2017年10月6日、セリエCのAJファーノへ加入することが発表された。

## タイトル

### クラブ
アタランタ
- コッパ・イタリア・プリマヴェーラ（英語版）: 2002-03
- セリエB : 2005-06

### 個人
- コッパ・イタリア得点王 : 2004-05（9得点）

## 個人成績
| シーズン | クラブ             | リーグ  | リーグ | リーグ |
| シーズン | クラブ             | リーグ  | 出場   | 得点   |
| -------- | ------------------ | ------- | ------ | ------ |
| 2002-03  | アタランタ         | セリエA | 0      | 0      |
| 2003-04  | アタランタ         | セリエB | 6      | 0      |
| 2004-05  | アタランタ         | セリエA | 32     | 1      |
| 2005-06  | アタランタ         | セリエB | 30     | 4      |
| 2006-07  | チェゼーナ         | セリエB | 14     | 1      |
| 2006-07  | ピアチェンツァ     | セリエB | 13     | 3      |
| 2007-08  | グロッセート       | セリエB | 40     | 8      |
| 2008-09  | カリアリ           | セリエA | 36     | 2      |
| 2009-10  | カリアリ           | セリエA | 33     | 6      |
| 2010-11  | カリアリ           | セリエA | 30     | 1      |
| 2011-12  | フィオレンティーナ | セリエA | 35     | 2      |
| 2012-13  | ウディネーゼ       | セリエA | 24     | 1      |
| 2013-14  | ウディネーゼ       | セリエA | 20     | 0      |
| 2014-15  | フィオレンティーナ | セリエA | 3      | 0      |
| 通算     | 通算               | 通算    | 316    | 29     |